# Kaarlo Tuominen
Kaarlo Tuominen, född 9 februari 1908 i Sommarnäs, död 20 oktober 2006 i Lundo, var en finländsk friidrottare.
Tuominen blev olympisk silvermedaljör på 3 000 meter hinder vid sommarspelen 1936 i Berlin.